# Tony Lloyd (tennis)
Pour les articles homonymes, voir Tony Lloyd et Lloyd.
Tony Lloyd, né le 3 décembre 1956 à Leigh-on-Sea, est un ancien joueur de tennis professionnel britannique.

## Palmarès

### Finale en double (1)
| No | Date       | Nom et lieu du tournoi    | Catégorie       | Dotation | Surface         | Vainqueurs                         | Partenaire | Score    |  |
| -- | ---------- | ------------------------- | --------------- | -------- | --------------- | ---------------------------------- | ---------- | -------- |  |
| 6  | 29-10-1979 | Open de Paris-Bercy Paris | GP World Series | 50 000 $ | Moquette (int.) | Jean-Louis Haillet Gilles Moretton | John Lloyd | 7-6, 7-6 |  |